# Konecranes

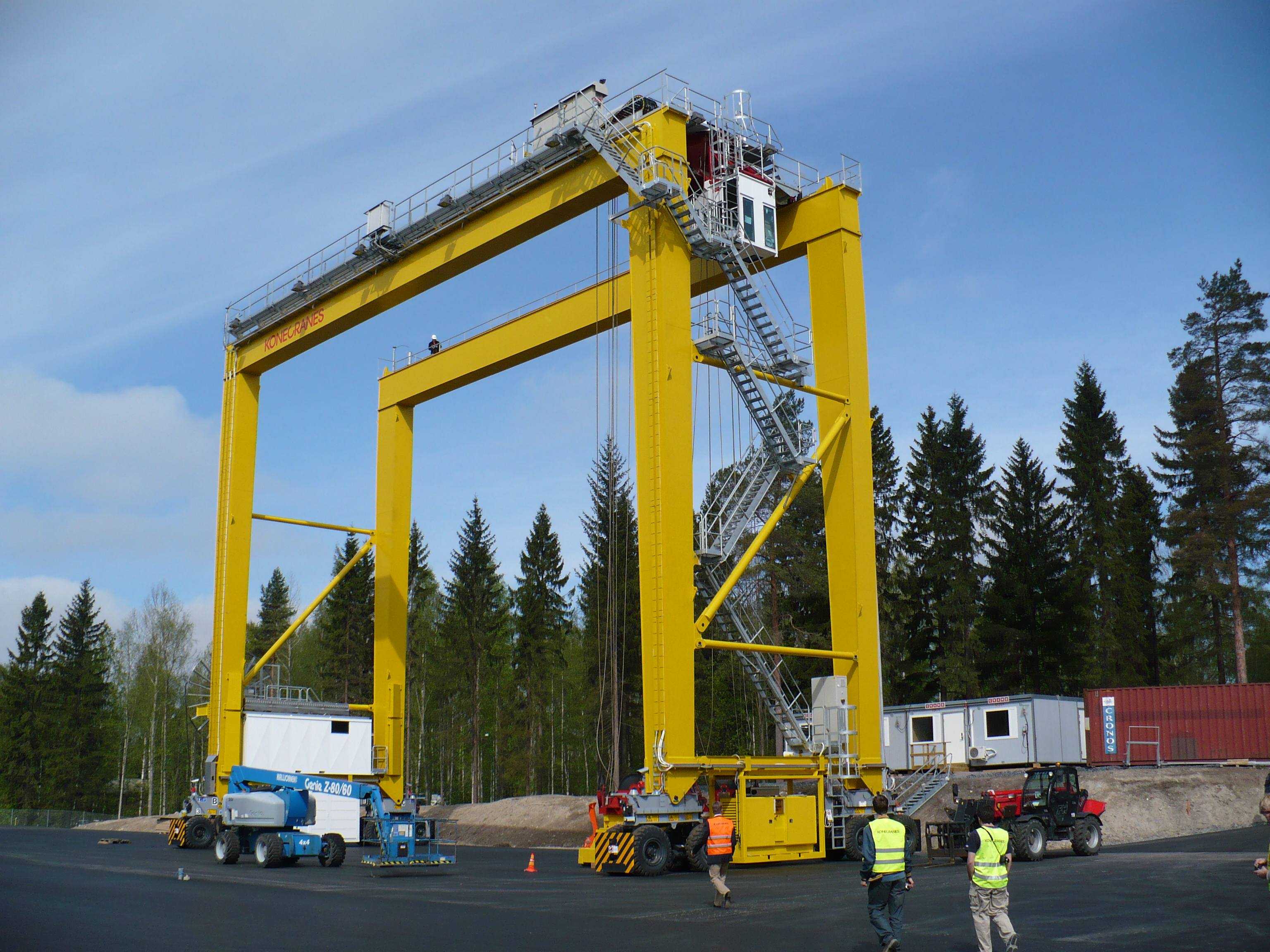
Verrijdbare portaalkraan van Konecranes

Konecranes is een internationaal opererende producent van kranen uit Finland. Het internationale hoofdkantoor staat in Hyvinkää, circa 60 kilometer ten noorden van de hoofdstad Helsinki. Konecranes heeft een beursnotering aan Nasdaq OMX Nordic in Helsinki.

## Activiteiten
De oprichting van Konecranes in 1994 gebeurde door een afsplitsing van het toenmalige moederbedrijf KONE, dat zich puur op zijn activiteiten liften, roltrappen en automatische deuren wilde concentreren.
De onderneming produceert diverse typen kranen, vorkheftrucks en bijbehorende producten en verzorgt ook het onderhoud. Het grootste deel van de omzet wordt behaalt met de verkoop van apparatuur en zo’n 40% met onderhoudsdiensten. De onderneming heeft wereldwijd 600 vestigingen in zo’n 50 landen.

### Benelux
Konecranes is ook actief in Nederland en België. In Nederland heeft "Konecranes BV" vier vestigingslocaties in Purmerend, Hoogvliet Rotterdam, Groningen (stad)  en Nistelrode.
Konecranes Nederland is de voortzetting van een kranenbouwbedrijf te Amsterdam, Schippers Hijschwerktuigen BV. Deze onderneming dateert van 1917 en was gebaseerd op een vinding van de grondlegger Arie Jan Schipper, een hijstoestel, een zogenaamde lier met een platenkoppeling, die het mogelijk maakt om in een zo vloeiend mogelijke beweging te hijsen en te zakken. De NV Schipper's Hijschtoestellen, later omgedoopt tot Schipper's Hijswerktuigen BV was gevestigd aan de Omval aan de Amstel in Amsterdam. In 1965 verhuisde het bedrijf naar de Lijnbaansgracht en in 1969 ging de leiding over aan de zoon Arjan Schipper.
De lieren werden toegepast in onder andere Amsterdamse pakhuizen, veembedrijven en grachtenpanden. Door de opkomst van de heftruck en de bouw van opslaghallen, slonk de markt voor lieren. Het bedrijf besloot toen om ook hijskranen te gaan maken en verhuisde in 1971 vanwege ruimtegebrek naar Amsterdam-Noord. Hier groeide het met Kone elektrische takels, waarvan het rond 1980 de alleenvertegenwoordiging verwierf, uit tot een van de grootste leveranciers van loopkranen. De kranen zijn door heel Nederland en België, maar ook daarbuiten en dan met name het Midden-Oosten, geleverd aan vliegtuighangars (KLM), scheepswerven, constructiewerkplaatsen, papierfabrieken (KNP) en vuilverbrandingsinstallaties (hydraulische grijperkranen). Ook was Schippers Hijswerktuigen als eerste en lange tijd enige leverancier van door de KEMA goedgekeurde platte elektrische kabels (vlakkabel) die in het bijzonder op en bij loopkranen worden gebruikt. In 1986 nam Kone een belang van 30% en kocht in 1990 de resterende aandelen. In 1994 werd de productie in Amsterdam gestaakt en verhuisde uiteindelijk naar de Eurofactory in Duitsland waar Konecranes kranen bouwt voor de Europese markt.
Voor België en Luxemburg heeft het bedrijf als "Konecranes Belux" één vestiging in het Belgische Lummen.

## Fusie met Terex
In augustus 2015 maakten Konecranes en de Amerikaanse machinebouwer Terex bekend te gaan fuseren. De fusie wordt volledig gerealiseerd met aandelen waarbij de aandeelhouders van Konecranes zo'n 40% krijgen van het nieuwe bedrijf en de rest is voor de Terex aandeelhouders. Het gecombineerde concern heeft een jaarlijkse omzet van 10 miljard dollar. Terex maakt naast hijskranen ook zware machines voor onder meer de mijnbouw. Beide bedrijven kampen met een tegenvallende vraag en toenemende concurrentie van Chinese producenten. Door samen te gaan worden synergievoordelen verwacht ter waarde van $121 miljoen waaronder een fors lagere belastingdruk vanwege de keuze van het hoofdkantoor in Finland.
In mei 2016 werd de fusie van de twee bedrijven afgeblazen. Konecranes gaat wel het onderdeel van Terex overnemen dat bedrijfs- en havenkranen maakt. Konecranes betaalt hiervoor 1,3 miljard dollar in geld en aandelen. Is de transactie eenmaal afgerond dan heeft Terex een aandelenbelang van 20% in Konecranes en mag het twee bestuurders benoemen. De fusie werd moeilijk na een vijandelijk overnamebod van het Chinese bedrijf Zoomlion begin 2016 op alle aandelen Terex. Na de transactie met Konecranes kan het Chinese bedrijf alsnog een bod doen op de overige activiteiten van Terex.